# Каюсиды
Каюси́ды (Kavosiyan, Mala Kavos / Kayus / Keyus) — античная династия кардухских (курдских) правителей, правивших в Шахрезуре (одной из пяти мидийских сатрапий в Сасанидском Иране) с 226 по 380 годы. Династия контролировала территории современного западного Ирана (в частности, столичный город Керманшах) и северо-восточного Ирака (до Адиабены).

## Происхождение
Правители династии происходили из племен кардухов, живущих в деревнях и занимающихся сельским хозяйством, виноградарством, ремеслами и животноводством. 
Согласно источникам, кардухи являются одним из племен, вошедших в этногенез современных курдов. В среднеперсидских источниках население Шахрезура упоминается курдами, а правители сатрапии «курдскими царями мидийцев».

## История
До Каюсидов регион контролировали ряд курдских племен под руководством королевства Керм, от которого и произошло название города Керманшах в Иранском Курдистане. В 224 году нашей эры король Ардашир I, из династии Сасанидов, бросил вызов королю Керманшаха, прежде чем захватить землю у ряда курдских королевств от Барзана и Хиккяри до Мукриана и Шахрезура.
Династия Каюсидов начало свое правление после двухлетней войны между Сасанидами и вольными курдскими племенами. Местный принц Каюс, родоначальник Каюсидов, был назначен шахом для управления местными курдами в Шахрезуре.
Правление продолжалось до 380 года нашей эры, пока Ардашир II не убил последних членов Каюсидов.